# Kōki Kotegawa
Kōki Kotegawa (小手川 宏基 Kotegawa Kōki?, nacido el 12 de septiembre de 1989 en Ōita, Ōita) es un futbolista japonés que se desempeña como centrocampista.

## Trayectoria

### Clubes
| Club                | País  | Año         |
| ------------------- | ----- | ----------- |
| Oita Trinita        | Japón | 2007 - 2012 |
| Giravanz Kitakyushu | Japón | 2013 - 2016 |
| Oita Trinita        | Japón | 2017 -      |

## Estadística de carrera

### J. League
| Club                | Año   | J. League | J. League | Copa J. League | Copa J. League | Total | Total |
| Club                | Año   | Part.     | Goles     | Part.          | Goles          | Part. | Goles |
| ------------------- | ----- | --------- | --------- | -------------- | -------------- | ----- | ----- |
| Oita Trinita        | 2007  | 3         | 0         | 2              | 0              | 5     | 0     |
| Oita Trinita        | 2008  | 1         | 0         | 2              | 0              | 3     | 0     |
| Oita Trinita        | 2009  | 9         | 0         | 5              | 1              | 14    | 1     |
| Oita Trinita        | 2010  | 8         | 0         | -              | -              | 8     | 0     |
| Oita Trinita        | 2011  | 2         | 0         | -              | -              | 2     | 0     |
| Oita Trinita        | 2012  | 13        | 1         | -              | -              | 13    | 1     |
| Giravanz Kitakyushu | 2013  | 41        | 8         | -              | -              | 41    | 8     |
| Giravanz Kitakyushu | 2014  | 42        | 4         | -              | -              | 42    | 4     |
| Giravanz Kitakyushu | 2015  | 41        | 8         | -              | -              | 41    | 8     |
| Giravanz Kitakyushu | 2016  | 42        | 2         | -              | -              | 42    | 2     |
| Oita Trinita        | 2017  | 34        | 3         | -              | -              | 34    | 3     |
| Total               | Total | 236       | 26        | 9              | 1              | 245   | 27    |